# Kiss of Life (chanson)
Pour les articles homonymes, voir Kiss of Life.
Singles de Sade
Feel No Pain
(1992) Cherish the Day
(1993)
Clip vidéo
[vidéo] « Kiss of Life », sur YouTube
Kiss of Life est une chanson du groupe britannique Sade, extraite de leur quatrième album studio Love Deluxe (1992). Elle est sortie le 26 avril 1993 chez Epic Records en tant que troisième single de l'album. La chanson est écrite par les membres du groupe, Sade Adu, Andrew Hale, Paul S. Denman et Stuart Matthewman.
La chanson a atteint la 44e place du UK Singles Chart et la 78e du Billboard Hot 100, tout en devenant le septième single de Sade à se classer dans le top 10 du classement Billboard Hot R&B Songs, atteignant la 10e place. Elle a également été largement diffusé sur les stations de radio de smooth jazz aux États-Unis.

## Accueil critique
Justin Chadwick d'Albumism a qualifié la chanson de « merveilleuse », et ajoute qu'il s'agit de l'une des « chansons d'amour les plus évocatrices et durables à ce jour » du groupe. Randy Clark du magazine Cash Box l'a décrite comme une « chanson d'amour convaincante dans le même registre soul-groove facilement identifiable qu'elle s'est taillé » en 1985 avec Smooth Operator.

## Clip vidéo
Le clip de Kiss of Life est réalisé par Albert Watson et filmé à Miami, en Floride, et dans les environs. Dans le clip, figurent notamment des prises de vue du Washington Park Hotel à South Beach.

## Liste des titres
| 1. | Kiss of Life | 4:10 |
| 2. | Room 55      | 4:20 |

| 1. | Kiss of Life                 | 4:10 |
| 2. | Room 55                      | 4:20 |
| 3. | Kiss of Life (version album) | 5:48 |

## Crédits
Sade
- Sade Adu – chant
- Andrew Hale – claviers
- Paul Denman (en) – basse
- Stuart Matthewman – guitare, saxophone

Musiciens additionnels
- Martin Ditcham (en) – batterie, percussion
- Nick Ingman – arrangements des cordes

## Classements
| Classement (1993)                  | Meilleure position |
| ---------------------------------- | ------------------ |
| Allemagne (GfK Entertainment)      | 88                 |
| Australie (Kent Music Report)      | 186                |
| Canada (Top Singles)               | 30                 |
| Canada (Adult Contemporary Tracks) | 21                 |
| États-Unis (Hot 100)               | 78                 |
| États-Unis (Adult Contemporary)    | 20                 |
| États-Unis (Hot R&B Singles)       | 10                 |
| États-Unis (Cash Box Top 100 R&B)  | 44                 |
| États-Unis (Cash Box Top 100 R&B)  | 2                  |
| Islande (Íslenski listinn Topp 40) | 14                 |
| Nouvelle-Zélande (RMNZ)            | 33                 |
| Royaume-Uni (UK Singles Chart)     | 44                 |

| Classement (1993)                | Position |
| -------------------------------- | -------- |
| États-Unis (Hot 100)             | 90       |
| États-Unis (Top 100 R&B Singles) | 31       |